# Hribi, Sežana
Hribi este o localitate din comuna Sežana, Slovenia, cu o populație de 4 locuitori.